# Miloslav Loos
Miloslav Loos (20 de janeiro de 1914 — 2 de março de 2010) foi um ciclista olímpico tchecoslovaco. Representou sua nação em dois eventos nos Jogos Olímpicos de Verão de 1936.